# Francesco Ferragni
Francesco Giovanni Ferragni (Cremona, 1º giugno 1802 – Cremona, 2 marzo 1861) è stato un avvocato, scrittore e patriota italiano. Era fratello del patriota Gaetano Ferragni, cognato del patriota Gaetano Tibaldi, cugino del patriota Tito Cadolini, padre del patriota Ernesto Hilcken Ferragni e zio del politico radical-democratico Luciano Ferragni (vedi famiglia).

## I moti del 1820-21
Figlio primogenito di Luigi Ferragni, negoziante cremonese connesso con gli esponenti della locale Carboneria, crebbe a contatto con gli ambienti anti-asburgici più marcati, accostandosi in via definitiva agli alti ideali del patriottismo durante gli anni di studio presso il ginnasio-liceo di Cremona, istituto che caldeggiò la causa nazionale e contribuì ad assecondare moti studenteschi e società segrete. Conseguita la licenza liceale fu studente di Legge all'Imperiale Regia università di Pavia dove mise in mostra i propri convincimenti partecipando all'istituzione di raggruppamenti accademici a carattere cospirativo.
Esortato dalle conquiste dei carbonari piemontesi e dalle dichiarazioni di Carlo Alberto, il 16 marzo 1821 fu tra gli 84 studenti pavesi (su un totale di 893 iscritti) che entrarono in Alessandria mostrando uno striscione con l'iscrizione "Viva la Costituzione Spagnola, Viva il re, Indipendenza italiana o morte".

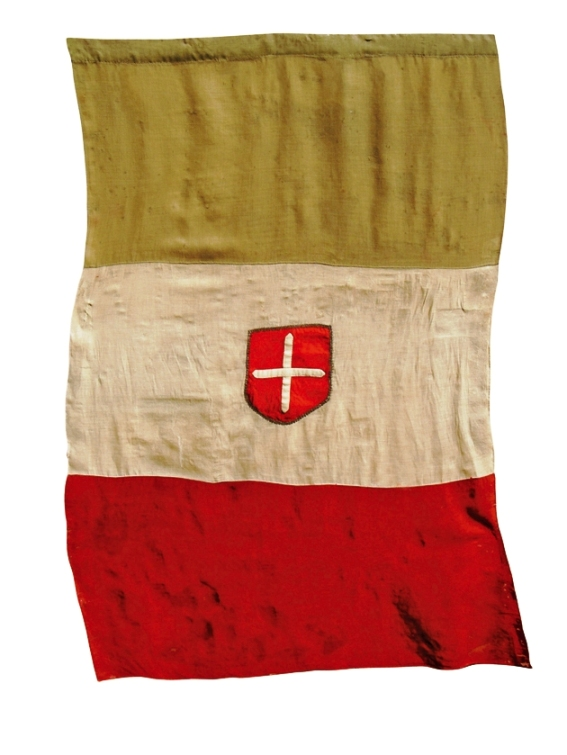
bandiera tricolore (con stemma sabaudo sovrapposto sul bianco) esibita per la prima volta durante il Risorgimento ad Alessandria, l'11 marzo 1821

 Associatosi al Battaglione Minerva seguitò la marcia verso Torino a sostegno dell'insurrezione condotta da Santorre di Santarosa; durante gli scontri i costituzionalisti, privi di appoggio da parte dello stesso Carlo Alberto, fuggito segretamente a Novara, si trovarono costretti a fronteggiare da soli l'intervento militare austriaco, davanti al quale crollarono l'8 aprile. Sciolto il Battaglione, ripiegò clandestinamente a Cremona dove fu però scovato ed arrestato dagli apparati di polizia il 12 giugno 1821. Esposto all'impietosa reazione regia fu citato in giudizio dinnanzi alle Corti Marziali austriache che sentenziarono la sua condanna a morte motivata dall'aggravante di alto tradimento. Graziato in ragione della sua giovane età, fu imprigionato nel carcere di Porta Nuova a Milano dove scontò trenta mesi di dura detenzione condivisa, tra gli altri, col marchese Giorgio Pallavicino e con Gaetano de Castillia, illustri patrioti ai quali suggerì vanamente di fingersi pazzi per scongiurare l'ormai certa deportazione nella fortezza moravica dello Spielberg e dei quali, in seguito, testimoniò i martirologi.
Liberato nel gennaio 1824, ultimò gli studi universitari, vedendosi però boicottato l'esercizio dell'avvocatura, in un tremendo contesto contrassegnato da processi, persecuzioni e arresti.

## I moti del 1848
Malgrado la dolorosa esperienza, nel 1832 partecipò alla fondazione del comitato cremonese della Giovine Italia, evidenziando un'immutata volontà di rinnovamento civile e programmando su nuove basi la resistenza all'austriaco.
Nel fervore del momento stese e pubblicò un romanzo intitolato Le vittime del raggiro e del potere, un'opera riferibile alla storia lombarda del XIV secolo nella quale ebbe modo di narrare, con abilità, situazioni governative accostabili a quelle del suo tempo, dando lezione del malandato quadro politico e sociale dei primi Ottocento.

coperta del romanzo scritto dal dottor Francesco Ferragni e pubblicato dalla tipografia Manini di Cremona nel 1833

L'entusiasmo fu tuttavia temporaneo e nella primavera del 1834, in considerazione della rapida successione di arresti che colpirono numerosi agitatori mazziniani, seguiti da persecuzioni che raggiunsero forme barbariche, fuggì da Cremona. Indagato, fu dichiarato illegalmente assente e visse in clandestinità fino al 1837 quando emigrò intenzionalmente in Francia al fine di rinvigorire la collaborazione con il conte Federico Confalonieri, rientrato segretamente in Europa dopo la deportazione americana.

l'atto di denuncia di assenti illegali stilato nell'aprile 1834 a carico dei dottori in legge Francesco Berzolari e Francesco Ferragni, già processati e condannati per delitto di alto tradimento

In questa fase conobbe e sposò la possidente parigina Mélanie Alexandrine Brauneck vedova Hilcken, già madre di Ernest Hilcken. Nel novembre 1839 tornò in Italia congiuntamente alla moglie e al dodicenne figlio adottivo, che nelle fonti anagrafiche venne registrato con il doppio cognome Hilcken-Ferragni. Negli anni successivi divenne padre di Alfredo (1842) ed Elisa (1844).
A partire dal 18 marzo 1848, giunte voci dei moti scoppiati a Milano, si segnalò tra i più attivi sostenitori della rivoluzione, raggiungendo le caserme cittadine per convincere le truppe, formate da soldati lombardi, ad abbandonare i reparti e a schierarsi con la popolazione. Nel volgere di pochi giorni ebbe luogo l'ammutinamento dell'intera guarnigione militare di stanza in città, con il conseguente passaggio di numerosi ufficiali dalla parte degli insorti e dei Savoia; fra essi anche il cugino Tito Cadolini, già generale dell'esercito imperiale austriaco.
Nel pomeriggio del 20 marzo, fu tra gli insorti che ebbero la ventura di realizzare in Cremona il primo Governo Provvisorio cittadino, nel cui Comitato di sicurezza pubblica fu eletto membro il fratello Gaetano. Nel breve volgere di pochi giorni la città fu risolutivamente liberata delle truppe austriache ed i più facinorosi procedettero alla distruzione degli stemmi stranieri.
Contestualmente spalleggiò il cognato Gaetano Tibaldi (marito della sorella Carlotta) nell'istituzione della Colonna mobile dei volontari cremonesi, formata da centottanta patrioti partiti il 9 aprile per Salò, quartier generale della progettata invasione del Trentino.
In considerazione dell'imminente approdo delle truppe piemontesi, scrisse l'Inno di guerra per gli Italiani, eseguito il 2 aprile in occasione del trionfale ingresso del re Carlo Alberto e, in cooperazione con Cesare Stradivari, fondò e diresse il giornale l'Indipendente dell'Alto Po, foglio ufficiale del Governo Provvisorio cremonese, occupandosi di narrare con trepidazione i caldi giorni della sommossa.

## Espatrio e rimpatrio
L'illusione rivoluzionaria fu però breve: la disfatta dell'esercito sardo a Custoza, il 25 luglio, costrinse il Ferragni a scappare oltre confine insieme al fratello Gaetano e al figlio adottivo Ernesto, anch'essi coinvolti nell'insurrezione e fortemente compromessi.
Rientrò a Cremona nel novembre dello stesso 1848 quando l'autocrazia asburgica proclamò una tassa di contribuzione per le famiglie degli esuli, i cui parenti erano assoggettati a maltrattamenti, sequestri e confische. Una volta in città venne arrestato, imprigionato e infine espatriato. Nove anni più tardi, il 26 dicembre 1857, avanzò richiesta di impune rimpatrio al Ministero di giustizia di Vienna che si pronunciò contrario all'istanza.
Nell'estate 1859, la sconfitta militare austriaca ad opera delle truppe franco-piemontesi, gli consentì il sospirato rientro in Lombardia, ora annessa al Regno di Sardegna (Armistizio di Villafranca, epilogo della Seconda guerra d’indipendenza). Figura autorevole fra i patrioti cremonesi, fu da subito incaricato dell'organizzazione della cerimonia d'accoglienza cittadina al nuovo re Vittorio Emanuele II, oltre che alla stesura di una cantata, poi musicata dal maestro Ruggero Manna, con cui completare al Teatro Concordia (oggi Ponchielli) la giornata di visita del presidente del Consiglio conte di Cavour. Cultore della musica, entrò a far parte della Società filarmonica di Cremona in qualità di rappresentante.
Morì il 2 marzo 1861, a soli 15 giorni dalla proclamazione dell'unità d'Italia. La sua morte fu evento d'interesse per la storia della città di Cremona in quanto con lui fu inaugurata, grazie a un'offerta dei colleghi avvocati, la cosiddetta Buona usanza, iniziativa benefica ancor oggi esistente, a favore di enti assistenziali locali, in sostituzione della «spesa del consumo delle torce».